# Cururupu (kommun)
Cururupu är en kommun i Brasilien.   Den ligger i delstaten Maranhão, i den nordöstra delen av landet, 1 600 km norr om huvudstaden Brasília. Antalet invånare är 32 594.
Följande samhällen finns i Cururupu:
- Cururupu

I omgivningarna runt Cururupu växer i huvudsak städsegrön lövskog. Runt Cururupu är det ganska glesbefolkat, med 25 invånare per kvadratkilometer.